# Línea 183 (Montevideo)
La línea 183 es una línea urbana de Montevideo que une Paso Molino con Pocitos en modalidad de circuito. Al igual que la línea 181 ambas líneas tienen como punto de partida el Viaducto de Paso Molino y el mismo punto de llegada en el barrio Pocitos, por lo cual realizan un circuito combinado.

## Características
Esta línea, en conjunto con la línea 181, realizan un circuito combinado entre sí. A diferencia de la línea 181, la 183 al iniciar su recorrido se separa de su línea hermana y dobla primero en la calle Carlos María de Pena para luego doblar en la Avenida Luis Alberto de Herrera, pasando precisamente por las cercanías de la sede de River Plate. Luego se reencuentran con su línea hermana en el cruce de la Avenida Millán (utilizando la rotonda en la cual se encuentra el monumento a Aparicio Saravia) para continuar juntas por la Avenida Luis Alberto de Herrera hasta el cruce de la misma con Bulevar Artigas (en las inmediaciones del Shopping Nuevocentro) en dónde nuevamente se separan para continuar su recorrido por Bulevar Artigas circulando por la terminal y shopping de Tres Cruces (en dónde antiguamente se realizaba el último descenso) y el Hospital Pereira Rosell. Luego de continuar su ruta habitual y doblar por Bulevar España y Juan Benito Blanco realiza su último descenso en el barrio Pocitos (aunque en algunas frecuencias realiza incluso un descenso intermedio en la terminal, ubicada en la Rambla Charles de Gaulle, más conocido como Kibón) para cambiar su destino a Paso Molino y sin realizar espera, realiza la misma ruta de ida que la línea 181 hacia Paso Molino en sentido inverso.
Anteriormente esta línea llegaba hasta la Escuela Marítima ubicada en La Teja (en las cercanías de los accesos al Cerro de Montevideo), con la denominación 183 rojo pero ese ramal fue suprimido y reemplazado por la creación de la línea L26.

## Recorridos
Circula por los barrios: Paso Molino, Prado, Atahualpa, Brazo Oriental, Jacinto Vera, Tres Cruces, Cordón, Parque Rodó, Pocitos, La Mondiola, Parque Batlle, La Blanqueada, Larrañaga, Jacinto Vera, Brazo Oriental, Atahualpa, Prado y Paso Molino.